# Richard Prince
Pour les articles homonymes, voir Prince.
Richard Prince, né le 6 août 1949 dans la zone américaine du canal de Panama, est un artiste peintre et un photographe plasticien  américain. Il vit et travaille dans la campagne à proximité de New York.
Deux de ses photographies, Spiritual America (1981) et Untitled (Cowboy (2000) font partie des 10 photographies les plus chères du monde.
Son travail est rattaché à l'appropriation art et a souvent été l'objet de débats dans le monde de l'art.

## Biographie
Peintre de figure expérimenté, Richard Prince commence à créer des collages contenant des photographies en 1975.
En 2004, Prince illustre l'album Sonic Nurse des Sonic Youth.
En 2008, lors de la soirée finale de son exposition au musée Guggenheim de New-York, des mannequins, des infirmières masquées, ont présenté la nouvelle collection de sacs créés pour l'entreprise de luxe Louis Vuitton. Les sacs « Untitled monogram » se jouent du monogramme de la marque au risque de perturber la clientèle traditionnelle du malletier français.
Fin 2008, le photographe Patrick Cariou porte plainte contre Richard Prince pour atteinte au droit d'auteur, Richard Prince ayant utilisé des photographies du livre Yes Rasta de Cariou pour réaliser des collages, dont 39 ont été présentés durant l'exposition Canal Zone. Si une première décision donne raison à Cariou, la cour d'appel américaine inverse ce jugement et autorise Prince à exposer et vendre ses tableaux, en s'appuyant sur le principe du Fair use.
Entre septembre et octobre 2014, l'exposition New Portraits présente à la Galerie Gagosian 38 portraits tirés de captures d'écrans du réseau social Instagram, vendues en moyenne 100 000 dollars chacune,.

## Style
Bien que l'artiste ne se revendique d'aucun auteur particulier, et que son travail soit plutôt à part sur la scène contemporaine (il vit dans une maison isolée dans la campagne du Montana aux États-Unis), sa démarche peut être rapprochée de celle de Marcel Duchamp.
Comme l'inventeur du ready-made, toute une part du travail de Richard Prince tourne autour de la notion de sélection. Il collectionne par exemple des gouaches originales de magazines pulp, sur lesquelles il n'intervient pas mais se contente de les exposer telles quelles au public .

## Cote
- 2005 : Untitled (Cowboy), une photographie construite à partir de publicités pour cigarettes, est la première « photographie » à dépasser le million de dollars à une enchère, lors d'une vente chez Christie's New York[réf. souhaitée].
- Novembre 2006 : Tender Nurse (2002), un jet d'encre et huile sur toile, a été vendu pour 2,25 M$ par Phillips à New-York.

L’un de ses cow-boys fut la première photographie à franchir la barre du million de dollars dans une vente aux enchères en 2005 (1 248 000 dollars, chez Christie’s).
Les toiles représentant des infirmières figurent parmi les autres sujets de Prince très convoités. Une « Crashed Wayward Nurse », dans le genre sanguinolent, proposée chez Phillips de Pury à New York le 12 mai 2011, a été estimée entre 4 et 6 millions de dollars.

## Expositions
- 2009 : Canal Zone
- 2011 : « Richard Prince. American Prayer », Bibliothèque nationale de France, sur le site François-Mitterrand[7], du 29 mars au 26 juin
- 2012 : "Prince/Picasso", musée Picasso, Malaga, Espagne.
- 2012 : "Pre-appropriation works, 1973-1974 - Richard Prince", galerie mfc-michèle didier, Paris.
- 2014 : New Portraits, Galerie Gagosian